# Making a Man of Him
Pour plus de détails, voir Fiche technique et Distribution.
Making a Man of Him est un film muet américain réalisé par Francis Boggs et sorti en 1911.

## Fiche technique
- Réalisation : Francis Boggs
- Scénario : Francis Boggs
- Production : William Selig
- Date de sortie : États-Unis : 16 octobre 1911

## Distribution
- Herbert Rawlinson : Bertie
- Tom Santschi : le fermier
- James Dayton
- Anna Dodge
- Betty Harte : la jeune épouse
- James L. McGee
- Mrs L. Shaw
- Fred Huntley